# Dsungaripterus
Dsungaripterus là một chi thằn lằn bay, sải cánh trung bình 3 mét (9,8 ft). Nó sống vào thời kỳ kỷ Phấn trắng, ở Trung Quốc, những hóa thạch đầu tiên được tìm thấy ở lưu vực Dzungaria.